# Owsley megye
Owsley megye az Amerikai Egyesült Államokban, azon belül Kentucky államban található. Megyeszékhelye és legnagyobb városa Booneville. Lakosainak száma 4051 fő (2020. április 1.). Owsley megye Clay, Perry, Breathitt, Lee és Jackson megyékkel határos.

## Népesség
A megye népességének változása:
| Lakosok száma | 4777 | 4827 | 4717 | 4654 | 4461 | 4051 |
|               | 2010 | 2011 | 2012 | 2013 | 2015 | 2020 |